# Нарнаул
Нарнаул (англ. Narnaul, хинди नारनौल) — город на севере Индии, в штате Харьяна, административный центр округа Махендрагарх.

## География
Город находится в юго-западной части Харьяны, вблизи административной границы со штатом Раджастхан, на высоте 297 метров над уровнем моря.
Нарнаул расположен на расстоянии приблизительно 295 километров к юго-юго-западу (SSW) от Чандигарха, административного центра штата и на расстоянии 105 километров к юго-западу от Нью-Дели, столицы страны.

## Демография
По данным официальной переписи 2001 года численность населения города составляла 62 091 человека, из которых мужчины составляли 53,21 %, женщины — соответственно 46,79 %. Уровень грамотности взрослого населения составлял 67,82 %. Уровень грамотности среди мужчин составлял 76,15 %, среди женщин — 58,38 %. 14,4 % населения составляли дети до 6 лет.

## Транспорт
Сообщение Нарнаула с другими городами Индии осуществляется посредством железнодорожного и автомобильного транспорта. Ближайший аэропорт расположен в городе Патиала.